# Coordination des sans-abris
La Coordination des sans-abris (CDSA) est formée à Paris durant l'hiver 1993, au 7 avenue de Breteuil, squat situé pas loin du Ministère des Affaires sociales. Il s'agit cette année-là, après tant d'autres luttes, de porter la question sociale des mal-logés au-devant de la place publique. Après l'expulsion du squat de l'avenue de Breteuil durant l'été 1994, la CDSA ouvre un nouveau squat au 9 rue Saint-Sauveur. 
La CDSA était composée par des étudiants plus ou moins déclassés, des SDF, des chômeurs âgés, des jeunes de moins de vingt-cinq ans sans appui financier et conjuguant des difficultés socio-économiques, des dés-affiliés en rupture familiale, des militants aguerris, en provenance de l'anarchisme (Union des Anarchistes, CNT-Bordeaux), de l'Autonomie (Apaches) ou du néo-syndicalisme dit d'action directe de toutes tendances (auto-réductions, occupations de bâtiments de l'administration publique, happenings) mais ils viennent alors à titre individuel et non en tant que militants d'une organisation.  Cette hétérogénéité sociale de la CDSA ne va pas sans conflits mais permet de confronter une vision du monde hégémonique de classe moyenne aux réalités vécues des « invisibles », souvent ignorées ou étrangères aux individus des milieux militants et subversifs. Au contact d'un certain lumpen-prolétariat urbain, et donc d'une perception plus agressive des rapports de classes, beaucoup en tirerons un enseignement utile. La mouvance «Travailleurs, chômeurs, et précaires en colère», dite TCP, sera une émanation de cette expérience collective.
La CDSA fut la seule tentative de mouvement autonome dont l'action ne partait pas d'une situation économique confortable chez ses participants. Contrairement aux milieux squats composés majoritairement d'enfants de la classe moyenne, qui n'ont pas toujours rompu économiquement avec leur propre famille, la majorité de la CDSA n'avait que l'action directe pour dernier recours. Elle fut une tentative de regroupement autonome d'individus issus de milieux sociaux différents produisant une richesse pratique, et posant l'égalité socio-économique avec une acuité rarement atteinte dans les autres groupes autonomes. L'expérience de la CDSA reste en ce sens la structure significative par excellence des mouvements sociaux présents et à venir, le vérificateur des contradictions sociales internes aux luttes.
En 1998, les anciens militants de la CDSA découvrent avec effarement que l'un des habitants du squat de la rue Saint-Sauveur, Guy Georges, était un tueur en série.